# Кайнозойська ера
Кайнозойська ера, кайнозой (грец. καινός новітній + ζωή життя); (рос. кайнозойская эратема (эра), кайнозой; англ. Cainozoic, Cenozoic, Kainozoic era; нім. Känozoikum n, känolithisches Ärathem n, Erdneuzeit  f) — найновіша ера в геологічній історії Землі. Настала 66,0 млн років тому, триває й досі.
У середині палеогену відбулися значні трансгресії моря, пізніше — інтенсивне гороутворення. У кайнозої сформувались у сучасних обрисах материки й океани. Орографічні зміни зумовили зміни клімату і ландшафтів. На початку антропогену внаслідок похолодання значного розвитку набуло материкове зледеніння.

## Геохронологія
Кайнозойську еру поділяють на три періоди:

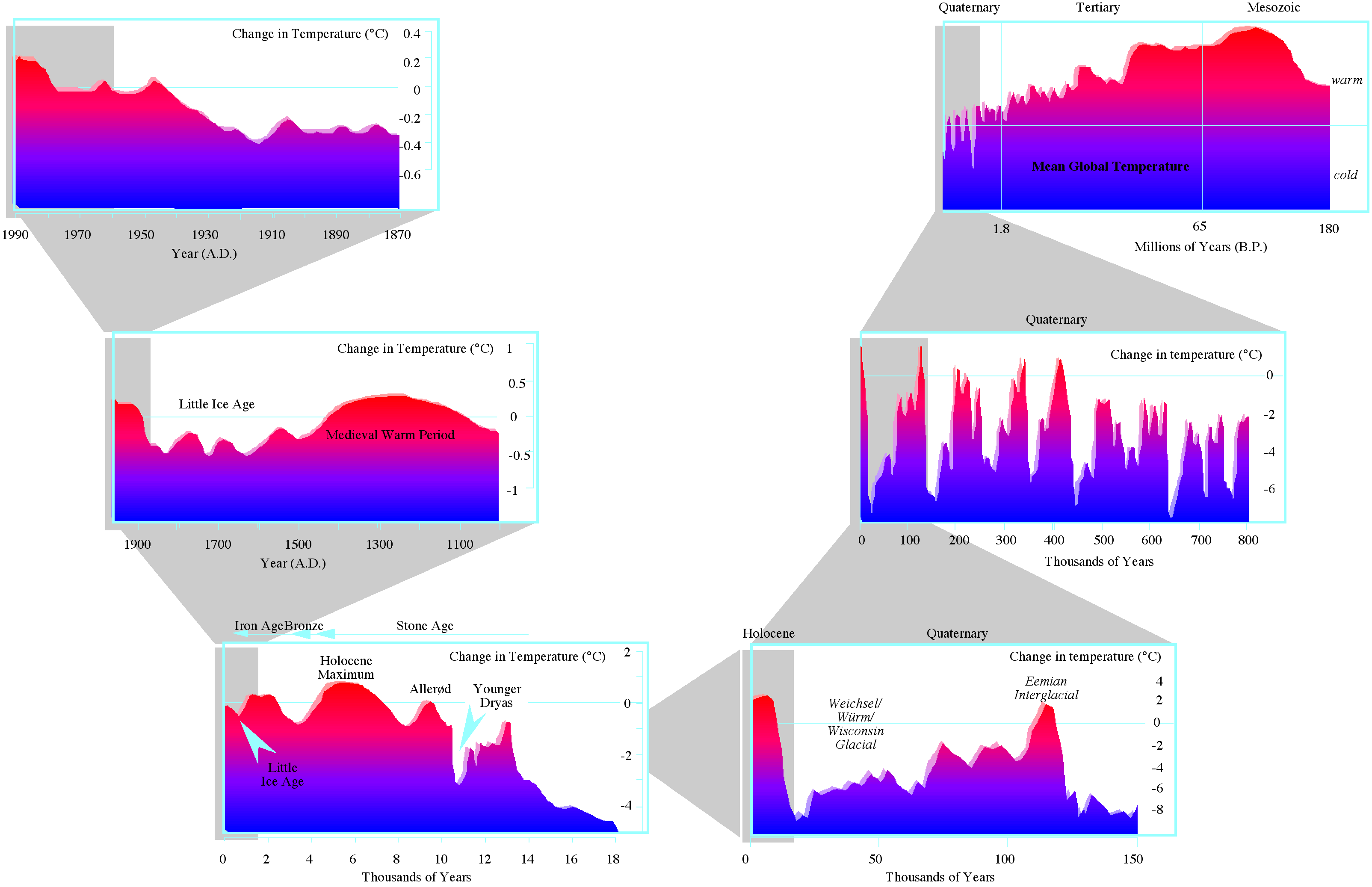
Коливання температури атмосфери Землі з часів мезозою до сьогодення

- антропогеновий (четвертинний):
  - голоцен, 0,0117 — 0 млн років тому,
  - плейстоцен, 2,58 — 0,0117 млн років тому;
- неогеновий:
  - пліоцен, 5,333 — 2,58 млн років тому,
  - міоцен, 23,03 — 5,333 млн років тому;
- палеогеновий:
  - олігоцен, 33,9 — 23,03 млн років тому,
  - еоцен, 56,0 — 33,9 млн років тому,
  - палеоцен, 66,0 — 56,0 млн років тому.

## Рослинний світ
Серед рослин були поширені покритонасінні, з'явились злакові.

## Тваринний світ
Наприкінці мезозою вимерли гігантські рептилії, динозаври, іхтіозаври тощо. У палеогенових морях переважали молюски, костисті риби й акули, з'явились кити, на суходолі — численні комахи (наприклад, жуки-довгоносики родів Cleonolithus, Curculionites),  ссавці, поступово розвинулись хоботні, ведмедеві, людиноподібні мавпи, гризуни, комахоїдні та інші. На початку антропогену з'явилась первісна людина.
Синонім: неозой (англ. Neozoic; нім. Neozoikum n).

## Корисні копалини
З кайнозойськими відкладами в Україні пов'язані родовища нафти і газу (Передкарпатська нафтогазоносна область), бурого вугілля (Дніпровський буровугільний басейн), марганцевих руд (Нікопольський марганцевий басейн), кам'яних та калійних солей (Передкарпатський соленосний басейн). Породи кайнозою використовують як мінеральну сировину.
До кайнозойських відкладів приурочено близько 25% всіх відомих запасів нафти і газу, зокрема Передкарпатської нафтогазоносної області, близько 15% запасів вугілля (головним чином бурого). Осадові товщі кайнозою містять великі поклади оолітових залізних руд (Керченський залізорудний басейн), марганцевих руд (Чіатурське родовище, Нікопольський марганцеворудний басейн), кам'яних і калійних солей в Україні (Прикарпатський калієносний басейн), Італії (Сицилія), Франції (Ельзас), Румунії, Ірані, Ізраїлі, Йорданії. З кайнозойськими товщами пов'язані великі запаси бокситів, фосфоритів, діатомітів, різноманітних нерудних будівельних матеріалів.